# Маркина, Светлана Сергеевна
Светлана Сергеевна Маркина (3 сентября 1936, Москва — 10 января 2020, Москва) — советский и российский врач и учёный-эпидемиолог, ведущий научный сотрудник лаборатории эпидемиологического надзора за дифтерией Московского научно-исследовательского института эпидемиологии и микробиологии имени Г. Н. Габричевского Роспотребнадзора России (1963—2016), автор научных публикаций (1969—2017) и изобретения (1990), депутат Московского городского совета.

## Биография

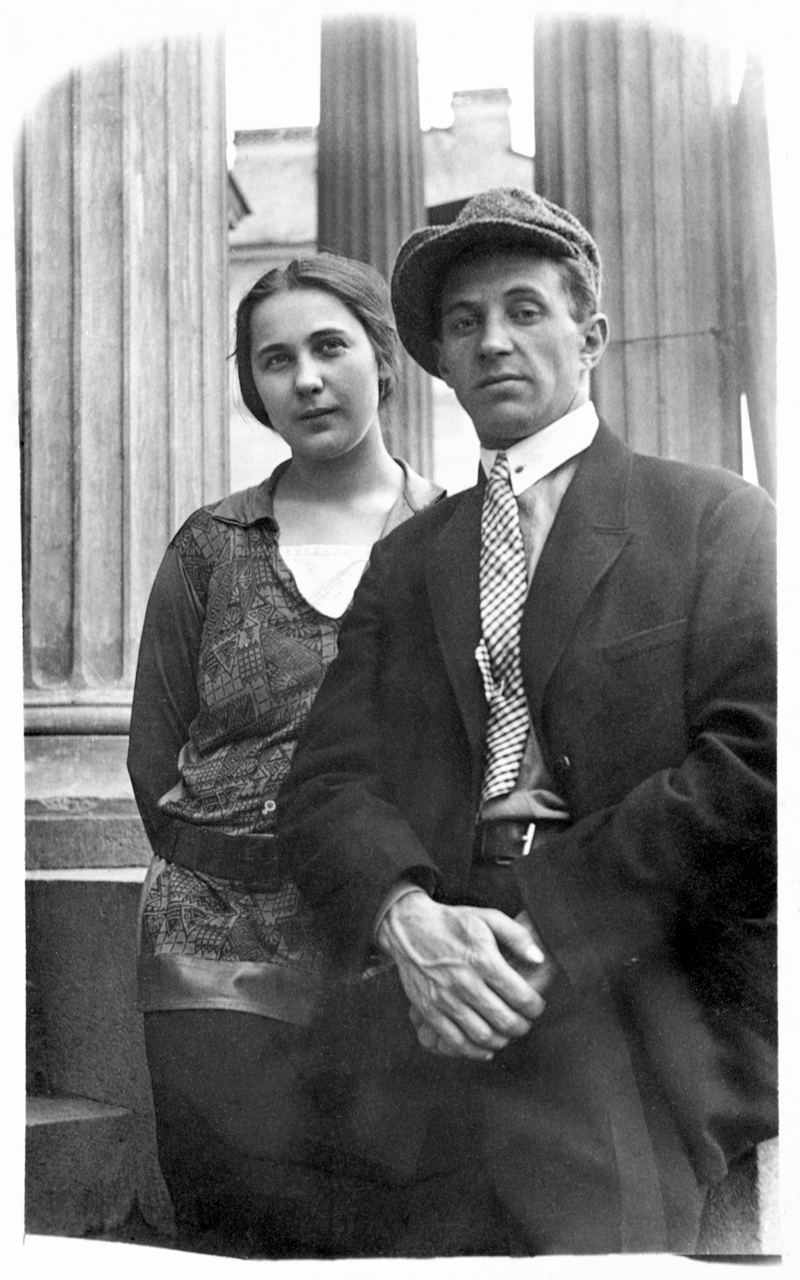
Родители в 1930-х годах

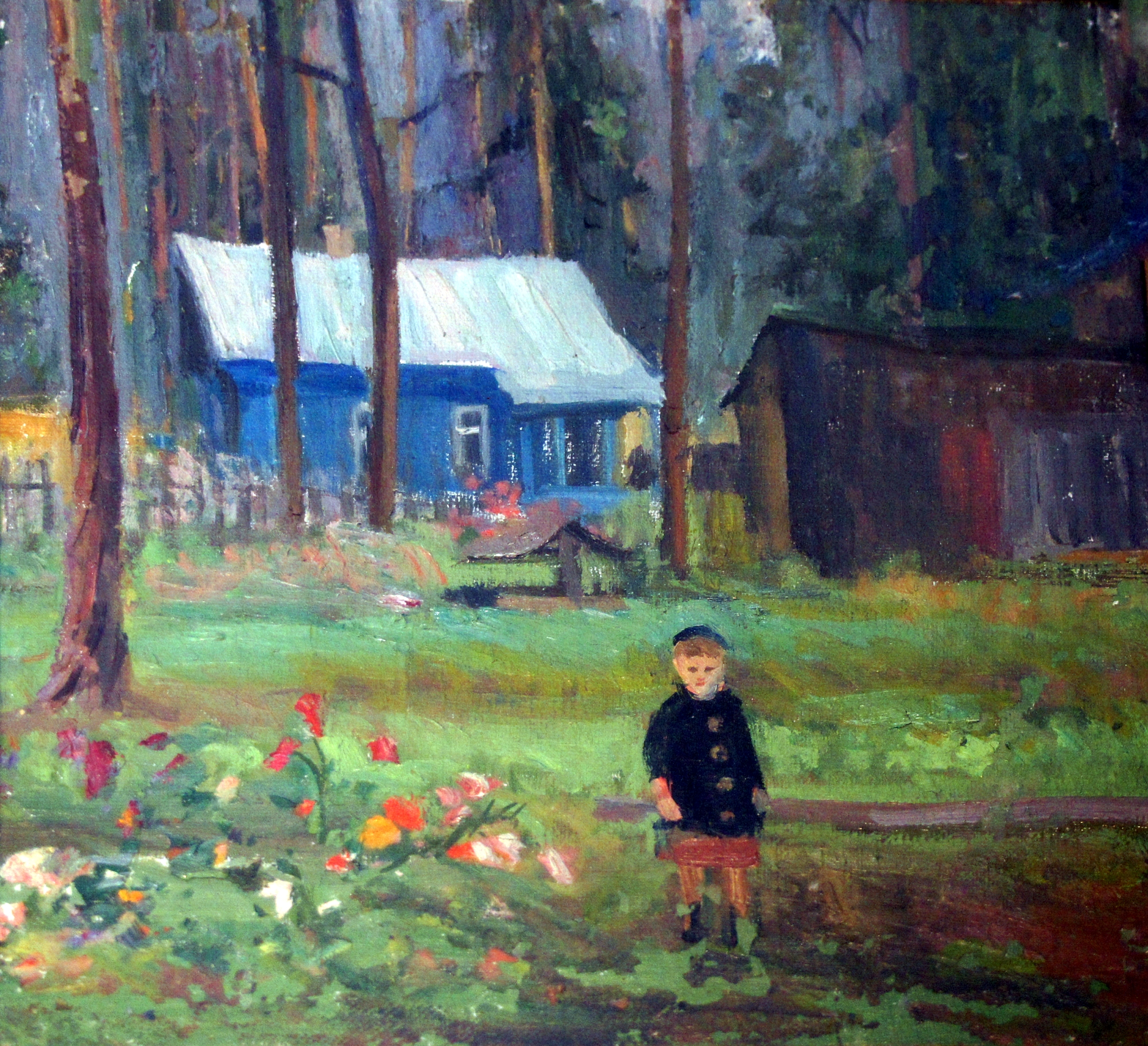
С. С. Маркина на даче в Болшево, 1939

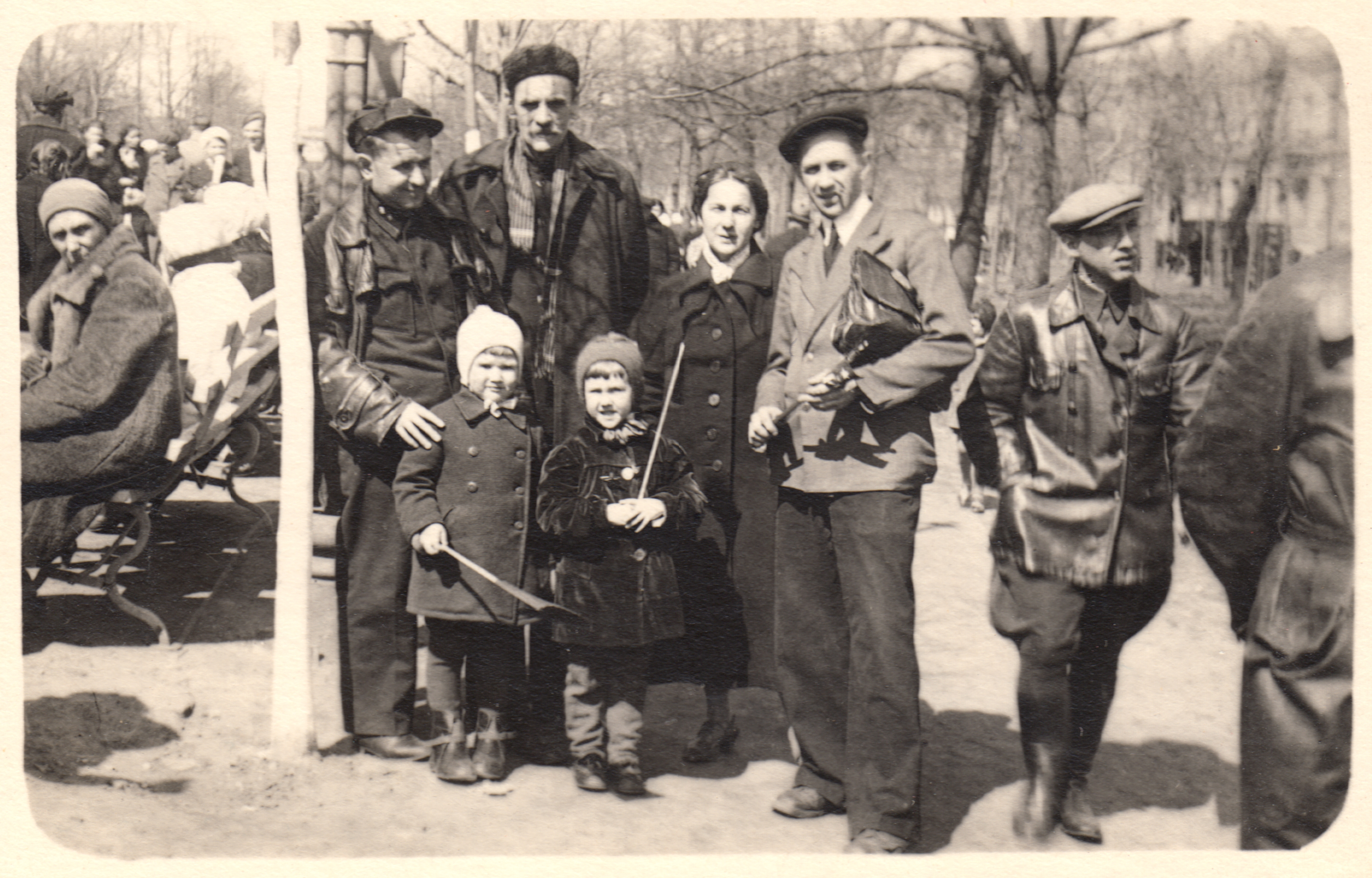
C родителями, Чистопрудный бульвар, 1 мая 1941 года

Родилась 3 сентября 1936 года в Москве в семье художника Сергея Маркина, погибшего во время контрнаступления под Москвой в феврале 1942 года.
Во время войны была в эвакуации в Узбекскую ССР.
В детстве жила на Чистопрудном бульваре в доме № 19, рядом с кинотеатром Колизей.
В 1959 году она окончила 1-й Московский медицинский институт, начала работать врачом-эпидемиологом.
В 1963 году перешла на работу в Московский научно-исследовательский институт эпидемиологии и микробиологии, где проработала 53 года. Опыт практической работы помог ей в научной и практической работе по расшифровке вспышек дифтерии и разработке профилактических и противоэпидемических мероприятий. Она часто выезжала в командировки на изучение эпидемий по всем регионам СССР. Сама случайно заразилась дифтерией при проведении анализов.
С. С. Маркина стала одним из разработчиков системы эпидемиологического надзора за дифтерией в СССР. Благодаря этой системе и консолидации усилий учёных и практических врачей разных специальностей, была ликвидирована эпидемия дифтерии в 1993—1996 годах в России. При её участии усовершенствована вакцино-профилактика дифтерии, доказана необходимость прививок против этой инфекции не только детей, но и взрослых.
В 1960—1970 годах C.C. Маркина разработала новый метод фаготипирования дифтерийных бактерий (с использованием Бактериофагов), который дал возможность отличить друг от друга варианты возбудителя дифтерии, что было с успехом использовано при эпидемиологических расследованиях. В 1971 году темой её кандидатской диссертации стал «Метод фаготипирования токсигенных коринебактерий дифтерии типа gravis и его применение в эпидемиологии дифтерийной инфекции». Это позволило выяснить информацию о передаче от человека к человеку различных вариантов возбудителя инфекции, на основании чего можно было более точно судить об эпидемиологических цепочках в разных очагах и территориях. Этот метод применялся для точного установления источников инфекции и путей её распространения.
В 1990 году была соавтором патента на «Способ индикации токсигенных коринебактерий дифтерии».
Разработанный ею подход к анализу эпидемиологической ситуации можно считать прообразом молекулярной эпидемиологии, которая начала развиваться в России в 1980—1990-е годы и интенсивно развивается в настоящее время.
Cкончалась 10 января 2020 года в Москве.

## Семья

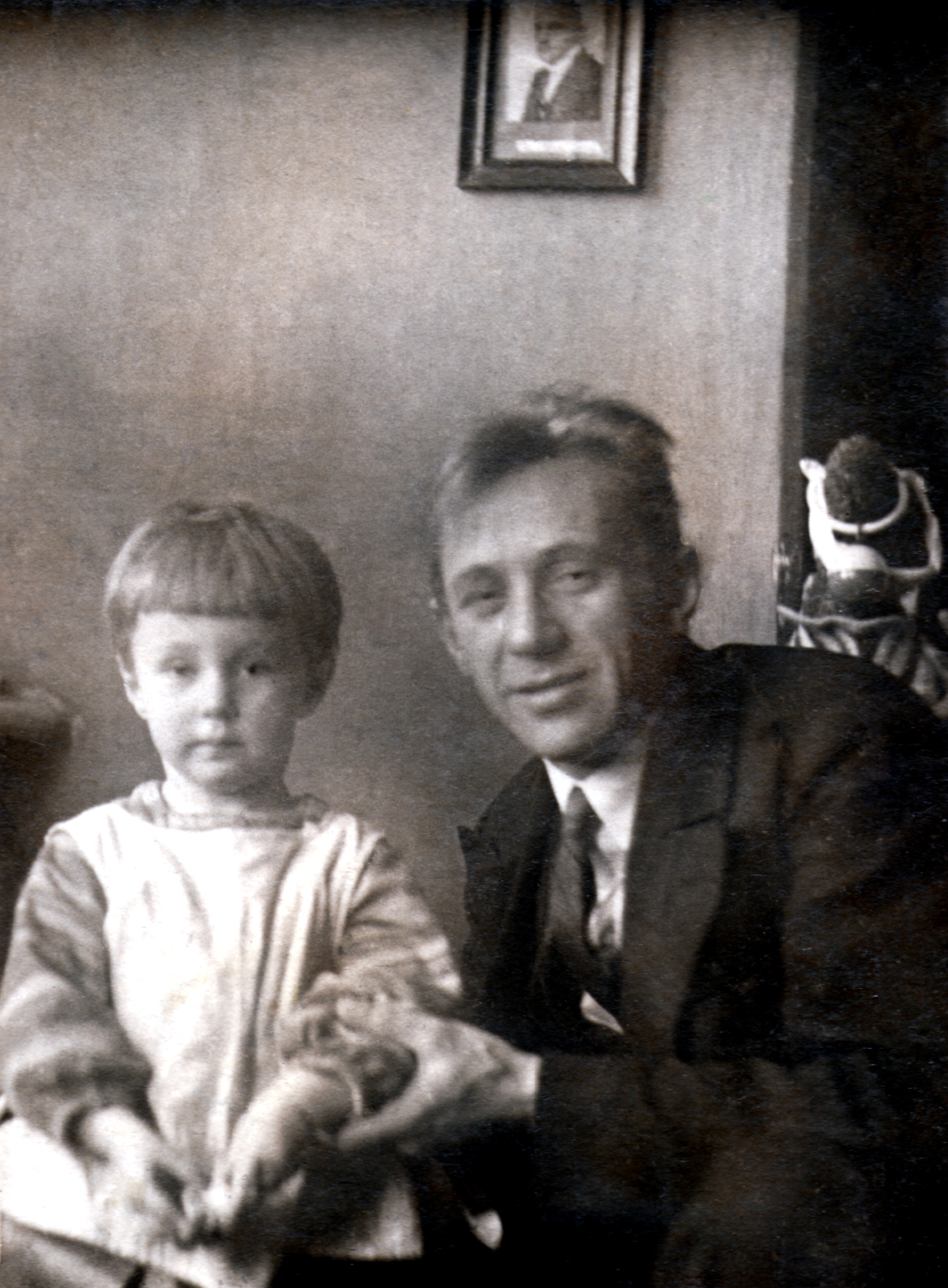
Прощание с отцом, 18 октября 1941

Отец — Маркин, Сергей Иванович (1903—1942), художник в МОСХ и театральный декоратор, сын Ивана Петровича Маркина (1873—1933) и Веры Сергеевны (в дев. Никольская; 1884—1968).
Мать — Мария Семёновна (1908—1994), учёный химик, дочь инженера С. С. Ильина (1881—1965).
- Муж — Чернов, Андрей Андреевич (1941—2019), учёный-геолог, геофизик.

## Членство в организациях
- КПСС
- Моссовет